# Спарлени (Валча)
Спарлени (рум. Spârleni) насеље је у Румунији у округу Валча у општини Гушоени. Oпштина се налази на надморској висини од 200 m.

## Становништво
Према подацима из 2002. године у насељу је живело 586 становника, од којих су сви румунске националности.